# Економічний націоналізм
Економі́чний націоналі́зм — термін, яким позначають політику, що здійснює внутрішній контроль над формуванням економіки, праці та капіталу, навіть, якщо це вимагає введення тарифів та інших обмежень на пересування робочої сили, товарів і капіталу. Прихильники економічного націоналізму виступають проти глобалізації чи принаймні ставлять під сумнів переваги необмеженої вільної торгівлі. Економічний націоналізм може містити такі доктрини як протекціонізм й імпортозаміщення.

## Наслідки економічного націоналізму
Людвіг фон Мізес у книзі "Всемогутній уряд: сходження тотальної держави та тотальна війна" (1944) про економічний націоналізм:
Сучасний протекціонізм є необхідним та неминучим наслідком політики державного втручання в економіку. Інтервенціонізм викликає до життя економічний націоналізм, розпалюючи антагонізми, які призводять до воєн. Позбутися економічного націоналізму не вдасться доти, доки не припиниться втручання держави в економіку. Свобода міжнародної торгівлі передбачає свободу внутрішньої торгівлі. Це важливо для розуміння сучасних міжнародних відносин.

Країни Східної Європи ніколи не були ліберальними. З монархічного абсолютизму вони зробили крок прямо в етатизм. Починаючи з 1850-х років, вони дотримувалися політики інтервенціонізму, яка переповнює Захід лише у останні десятиліття. Їхній непохитний економічний націоналізм є наслідком їхнього етатизму.